# Galium mandonii
Galium mandonii är en måreväxtart som beskrevs av Nathaniel Lord Britton. Galium mandonii ingår i släktet måror, och familjen måreväxter. Inga underarter finns listade i Catalogue of Life.